# Daughters of Revolution
Daughters of Revolution ist der Titel eines Gruppenbildes von Grant Wood aus dem Jahr 1932. Im Stil der Neuen Sachlichkeit, den er 1928 kennengelernt hatte, und des Amerikanischen Realismus, den er daraufhin mitentwickelte, ironisiert es eine Gruppe von Vertreterinnen der Daughters of the American Revolution aus Cedar Rapids, Iowa.

## Beschreibung und Bedeutung
In geringer Tiefenperspektive konfrontiert das Bild den Betrachter mit den fiktiven Gestalten dreier Frauen der Daughters of the American Revolution, eines patriotischen Frauenvereins der Vereinigten Staaten. In ihren adretten Kostümen und mit ihren peniblen Frisuren reflektieren sie einen konservativen Stil der bürgerlichen Damenmode im Mittleren Westen um 1930. Die drei Damen sind fortgeschrittenen Alters, vielleicht um die Siebzig, und fixieren den Betrachter mit schmallippigen Gesichtsausdrücken. Die Augen der linken Frau haben sich schon fast zu Schlitzen verengt und werfen einen kritischen, vielleicht feindseligen Blick auf ihn. Intensiv musternd, nicht gerade sympathisch, blicken ihn auch die Augen der rechten Dame an. Sie werden durch eine runde Nickelbrille, die sie über einer Hakennase gegen Übersichtigkeit trägt, etwas vergrößert und verleihen ihr etwas Eulenhaftes. Anatomisch auffallend und gerade für ältere Damen ungewöhnlich sind die kräftigen, muskulösen Hälse der beiden. Bei der Rechten kontrastiert dies mit der filigran geklöppelten Spitze ihres Kostümkragens. Die Hintere hält den Henkel einer chinesischen Teetasse in spitz zulaufenden, langgliedrigen Fingern einer kleinen Hand, die zu ihrem großen, langgestreckten Gesicht in einem manieristischen Missverhältnis zu stehen scheint. Mit etwas herabgezogenen Mundwinkeln strahlt ihr Gesicht ebenfalls nichts Sympathisches aus. Unterstützt durch die auf Weichzeichnung angelegte Malweise fließen bei ihr die braun-beigen Farbtöne von Haut, Haar und Kleid flau ineinander. Für die Kostüme verwandte der Künstler Kleidungsstücke seiner Mutter. Deutlich wird dies bei der Rechten an dem Spitzenkragen mit Bernsteinschließe, einem Accessoire, das er seiner Mutter aus Europa mitgebracht und das sie an einem ihrer Kostüme befestigt hatte.

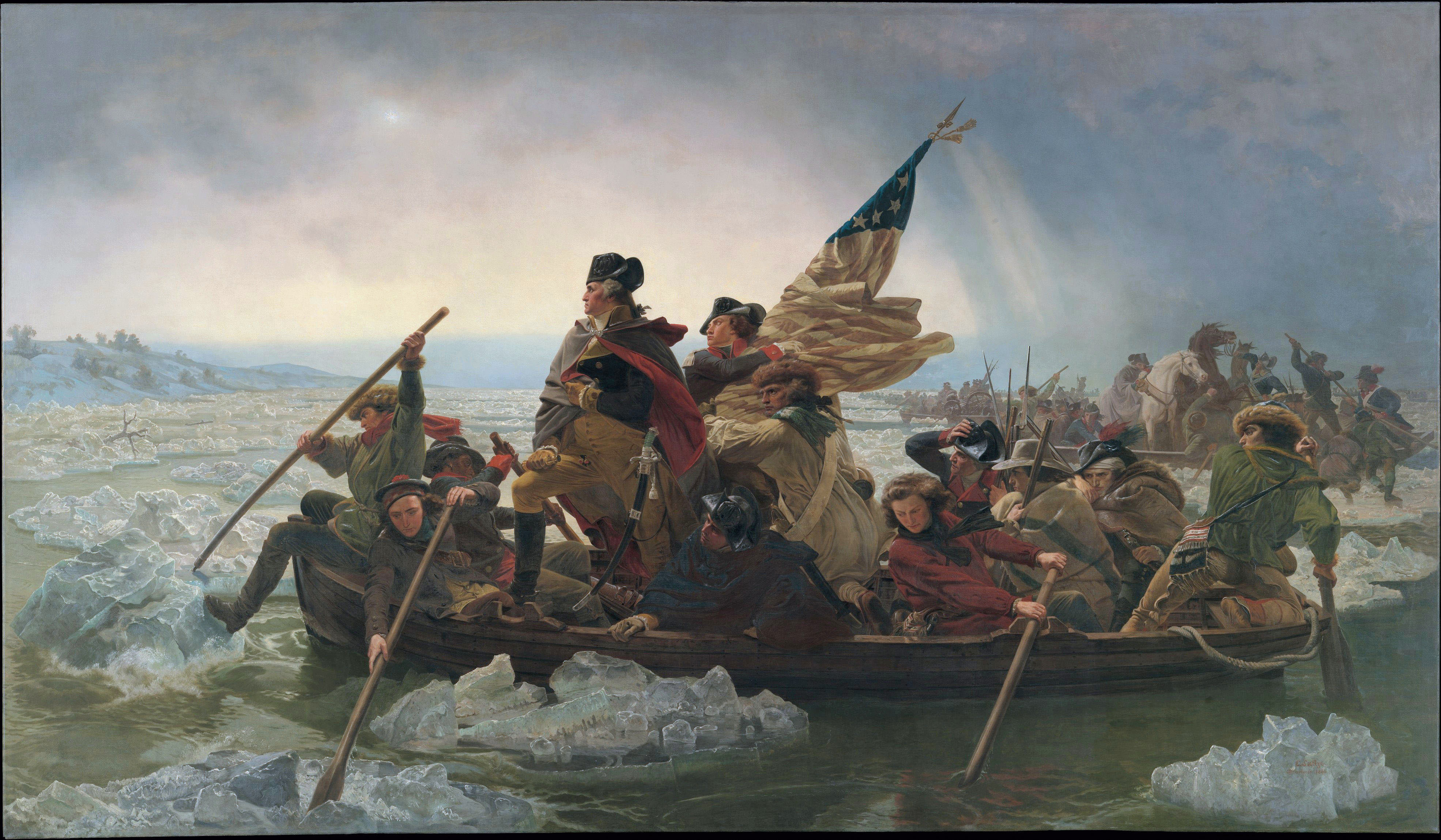
Emanuel Leutze: Washington Crossing the Delaware, 1851, Metropolitan Museum of Art

Die Frauen stehen vor einer braunen Wand mit einer goldgerahmten Reproduktionsgrafik des Gemäldes Washington Crossing the Delaware, einer Ikone amerikanischer Malerei und Geschichtspolitik, die der deutschamerikanische Historienmaler Emanuel Leutze 1850/1851 in Düsseldorf geschaffen hatte. Durch das Bild im Bild spielte der Künstler einerseits auf die patriotischen Zielsetzungen des Frauenvereins, dessen Geschichtsbild und dessen exklusive Rekrutierung aus ausschließlich weiblichen Abkömmlingen von Streitern der Amerikanischen Revolution an, andererseits rekurrierte er damit auf den Ursprung des Werks in der Düsseldorfer Malerschule, einer der Strömungen der europäischen Malerei des 19. Jahrhunderts, in der die amerikanische Malerei historisch verwurzelt ist. Formal paraphrasierte er in der Dreizahl der abgebildeten Frauen das in der bildenden Kunst geläufige Motiv der Drei Grazien, nutzte es aber für Zwecke der Persiflage, indem er drei schrullige Vertreterinnen des weiblichen Geschlechts darstellte, die das Gegenteil dessen verkörpern, was die Drei Grazien symbolisieren.

## Entstehung

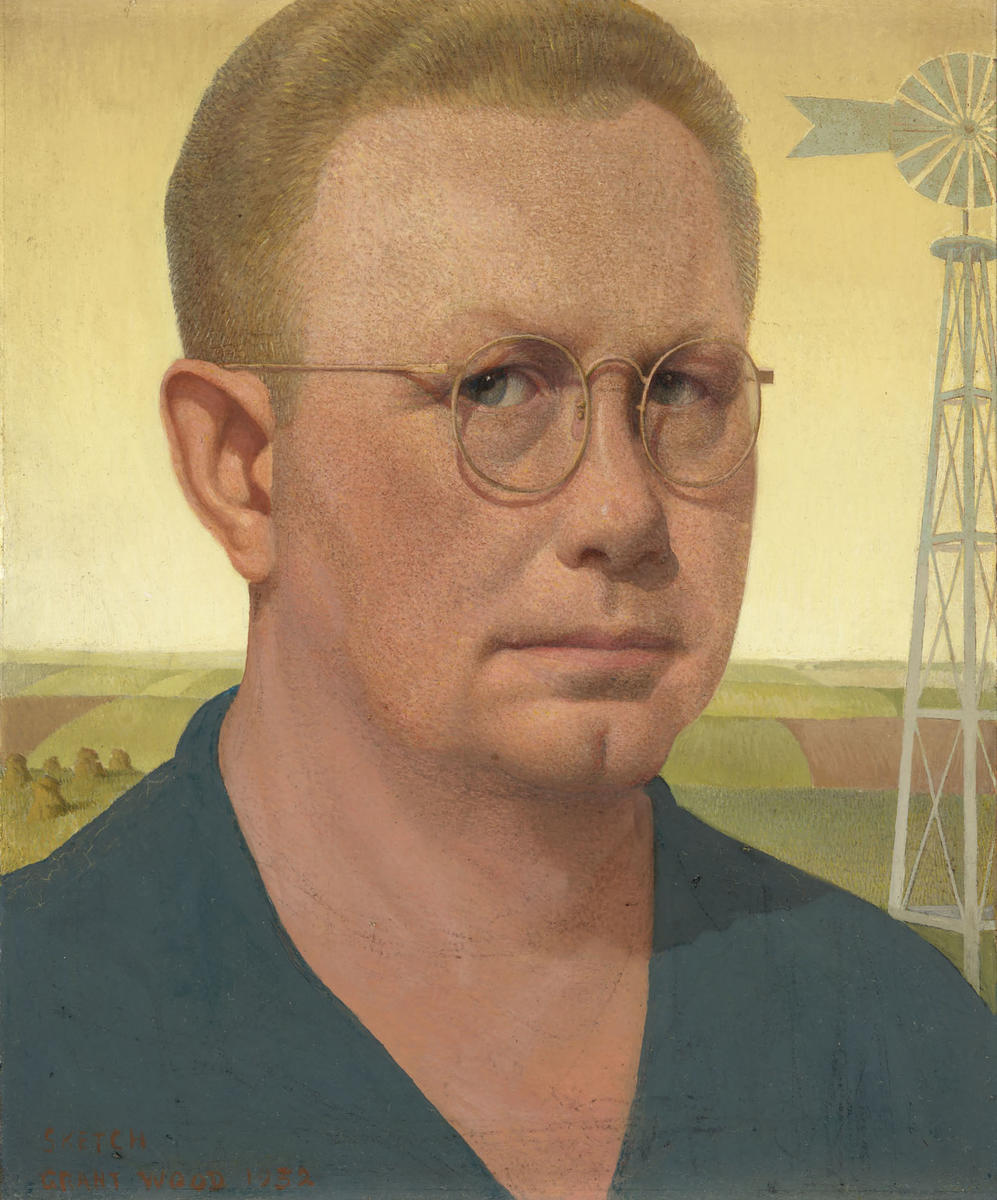
Grant Wood, Selbstporträt 1925

Grant Wood, Spross einer Quäkerfamilie aus Iowa, künstlerisch in den Vereinigten Staaten und Europa geschult, malte das Bild 1932 vor dem Hintergrund von Erfahrungen mit Vertreterinnen der Daughters of the American Revolution bei einem größeren Auftrag. Ab 1927 hatte er für das Veteran Memorial Building der Stadt Cedar Rapids ein monumentales Bleiglasfenster herzustellen, das an die Veteranen des Amerikanischen Unabhängigkeitskriegs, des Britisch-Amerikanischen Kriegs, des Mexikanisch-Amerikanischen Kriegs, des Sezessionskriegs, des Spanisch-Amerikanischen Kriegs und des Ersten Weltkriegs erinnert. 1928 reiste er nach München, um seinen Entwurf gemeinsam mit deutschen Glaskünstlern der deutschamerikanischen Emil Frei Art Glass Company zur Ausführung zu bringen. Auch durch Besuche in der Alten Pinakothek kam er damals mit der Malerei der Renaissance in Berührung, etwa von Lucas Cranach dem Älteren, Albrecht Dürer, Jan van Eyck, Hans Memling und Rogier van der Weyden, deren Detailrealismus er schätzte, außerdem mit der zeitgenössischen Strömung der Neuen Sachlichkeit, die sich um eine realistische und sozialkritische Darstellung der gesellschaftlichen Befindlichkeiten in der Moderne bemühte. Das beeinflusste seine künstlerische Entwicklung nachhaltig. Sein Œuvre wird daher teilweise auch der Kunstrichtung des Sozialen Realismus zugeordnet.
Nach Woods Rückkehr aus München wurde das Bleiglasfenster 1929 in Cedar Rapids an der vorgesehenen Stelle eingebaut. Geprägt durch antideutsche Ressentiments, protestierte die örtliche Abteilung der Daughters of the American Revolution und behauptete, das Glasfenster sei von Amerikas Feinden hergestellt worden und entehre somit das Andenken derer, an die es erinnern wollte. Dies löste einen Streit aus, der dazu führte, dass die Stadt Cedar Rapids Woods Fenster vorerst nicht einweihte, sondern erst im Jahr 1955, dreizehn Jahre nach seinem Tod.
Als künstlerische Antwort auf die Haltung seiner Kritikerinnen, die er für starrsinnig hielt, malte er das Bild 1932, zum zweihundertsten Geburtstag George Washingtons, dessen Jubiläum in jenem Jahr durch zahlreiche patriotische Veranstaltungen begangen wurde. Seine Widersacherinnen, die er in seinem Gemälde aufs Korn nahm, bezeichnete er als „those Tory gals“ („jene Tory-Mädels“), als „people who are trying to set up an aristocracy of birth in a Republic“ („Leute, die eine auf Geburt beruhende Aristokratie in einer Republik errichten wollen“). Um die deutschenfeindliche Attitude der Kritikerinnen ad absurdum zu führen und sie als Ignorantinnen bloßzustellen, wählte er das in Deutschland von einem Deutschamerikaner geschaffene Gemälde Washington Crossing the Delaware als Hintergrund und Pointe ihres fiktiven Gruppenporträts.

## Rezeption

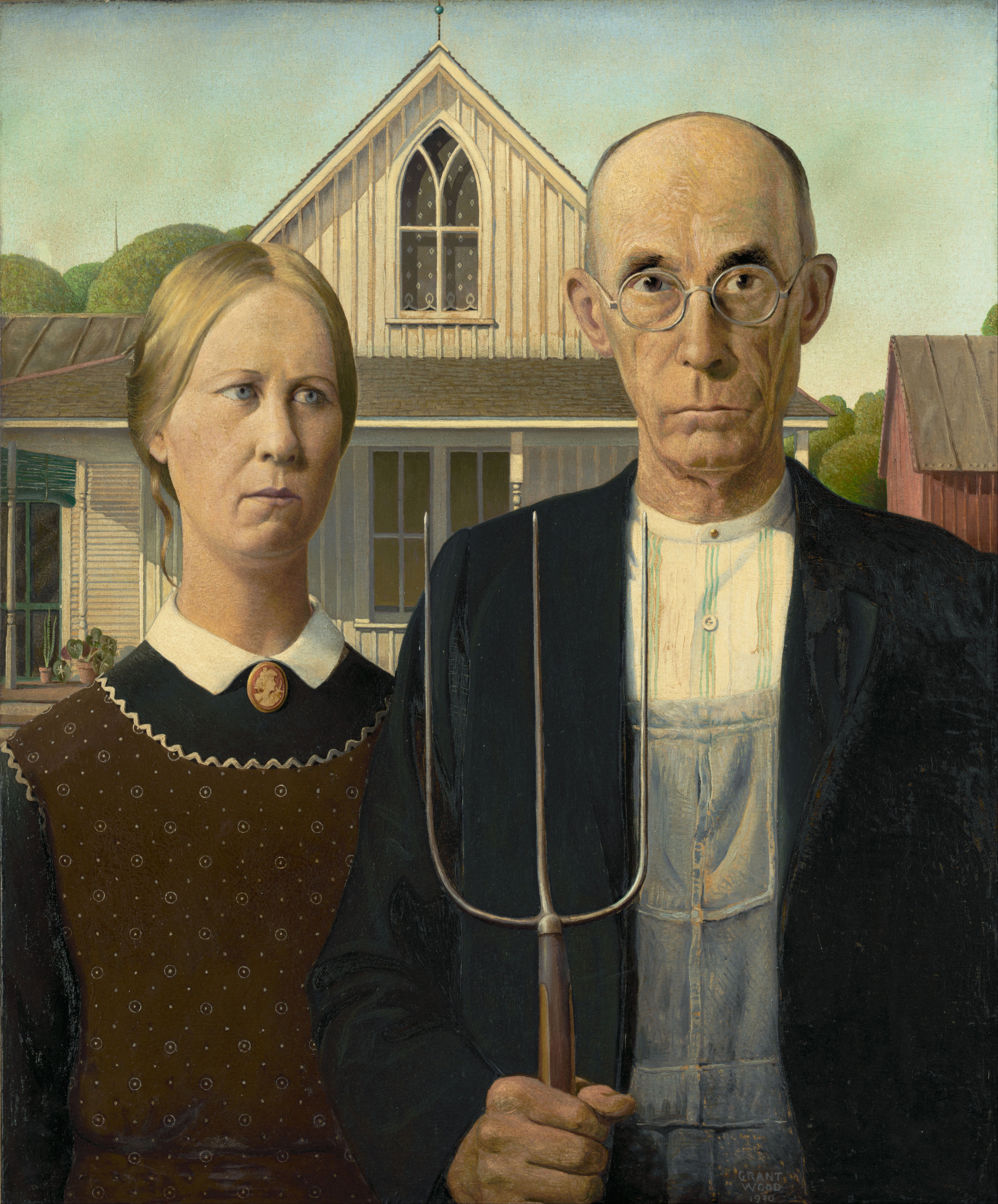
American Gothic, 1930, Art Institute of Chicago

1932 wurde das Bild in der First Biennial Exhibition of Contemporary American Painting im Whitney Museum of American Art gezeigt, in den folgenden sechs Jahren danach auf Ausstellungen in Chicago, Des Moines, Cedar Rapids, Pittsburgh, Los Angeles und Paris. Als es 1934 auf der Century of Progress Exhibition in Chicago präsentiert wurde, galt es der Chicago Tribune als das populärste Exponat der Ausstellung. Der Schauspieler Edward G. Robinson, der es erworben hatte, verlieh es gegen ein Entgelt für zahlreiche weitere Ausstellungen. Während Ausstellungsbesucher die Frauendarstellung, für die der Kritiker Thomas Craven (1888–1969) den Ausdruck „three aristocratic hussies“ („drei aristokratische Weibsbilder“) fand, feierten, forderten Mitglieder der Daughters of the American Revolution mehrfach die Abhängung des Bildes, so 1933 zur Carnegie International Exhibition in Pittsburgh. Noch im Jahr 1940 erzeugte es so viel Furore, dass das männliche Gegenstück der Daughters of the American Revolution, die Sons of the American Revolution, verlangte, das Bild aus der Öffentlichkeit zu entfernen.
Kunstkritik und kunsthistorischer Forschung fielen schnell Parallelen zu einem früheren Bild des Künstlers auf. Weil er sich der Stilelemente seines 1930 entstandenen Hauptwerks American Gothic bedient, durch detailrealistische, psychologisierende Darstellung von Typen amerikanischen Kleinstadtlebens eine Atmosphäre von Kleinbürgerlichkeit und Provinzialismus geschildert und dies durch Anspielungen mit einem Symbol im Hintergrund – dort das gotische Fenster als Verweis auf Gotik und Neugotik, hier die deutschamerikanische Ikone der Geschichtsmalerei – vielschichtig ironisiert habe, wurde sein Schöpfer bald als Satiriker bezeichnet, eine Einordnung, die Wood selbst nur mit Blick auf das Gemälde Daughters of Revolution gelten ließ.
In jüngeren Veröffentlichungen wurde erörtert, inwiefern ein Bezug des Gemäldes zu Woods verdeckter Homosexualität in einem homophoben sozialen Umfeld besteht. Verschiedene Theorien wurden hierzu entwickelt und unter anderem der Gedanke dargelegt, dass das Bild auf einen lustvollen Hang zu Transvestitismus und Misogynie hindeuten könnte. Der Kunsthistoriker Henry Adams (* 1949) trug gar die These vor, der Maler habe als Kritik am Jingoismus und aus Vergnügen am Crossdressing den Daughters of Revolution die Gesichtszüge der Gründerväter George Washington, Thomas Jefferson und Benjamin Franklin verliehen und sie so als „Drags“ vorgeführt.